# キングカメハメハ・コナビーチ・ホテル

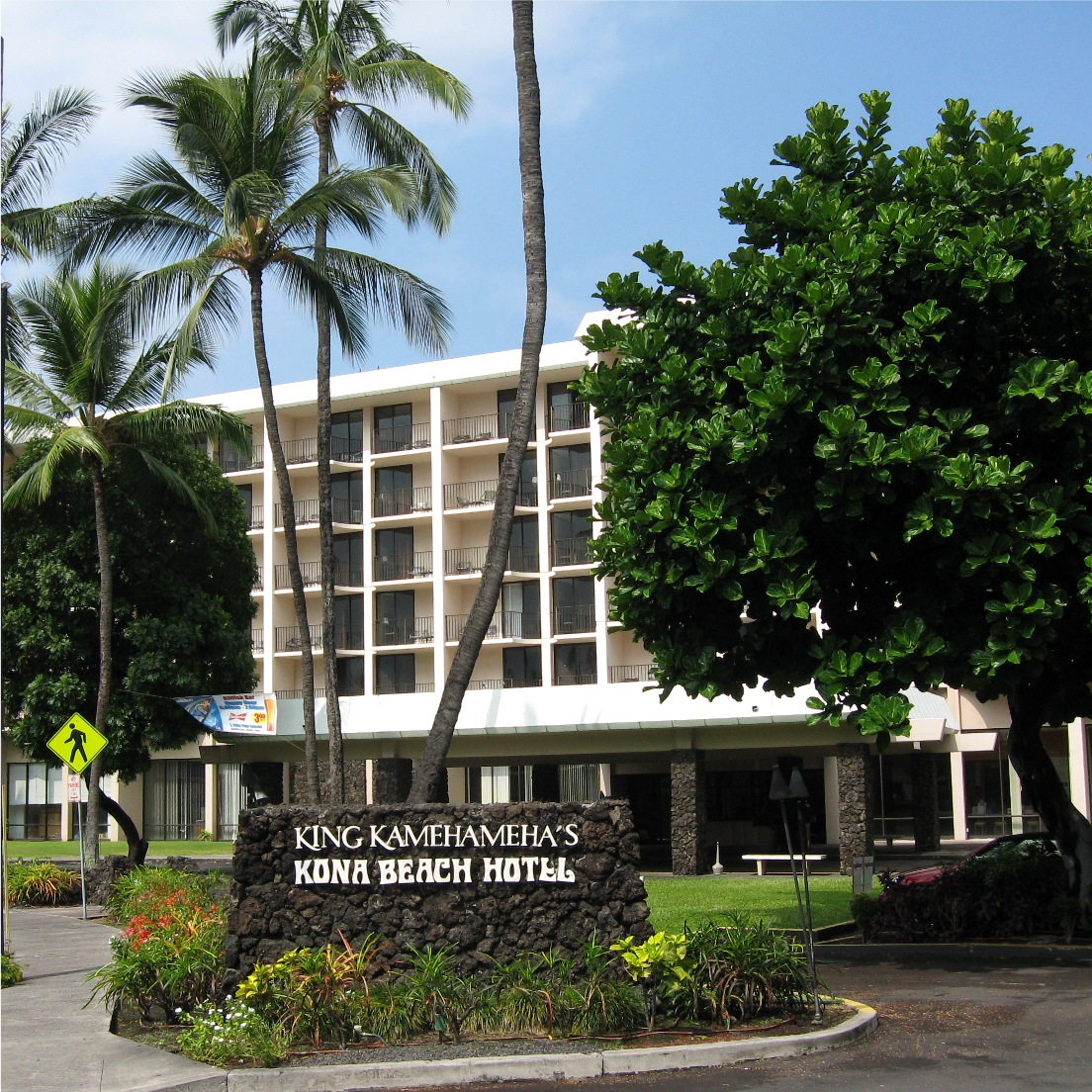
キングカメハメハ・コナビーチ・ホテル（2009年）

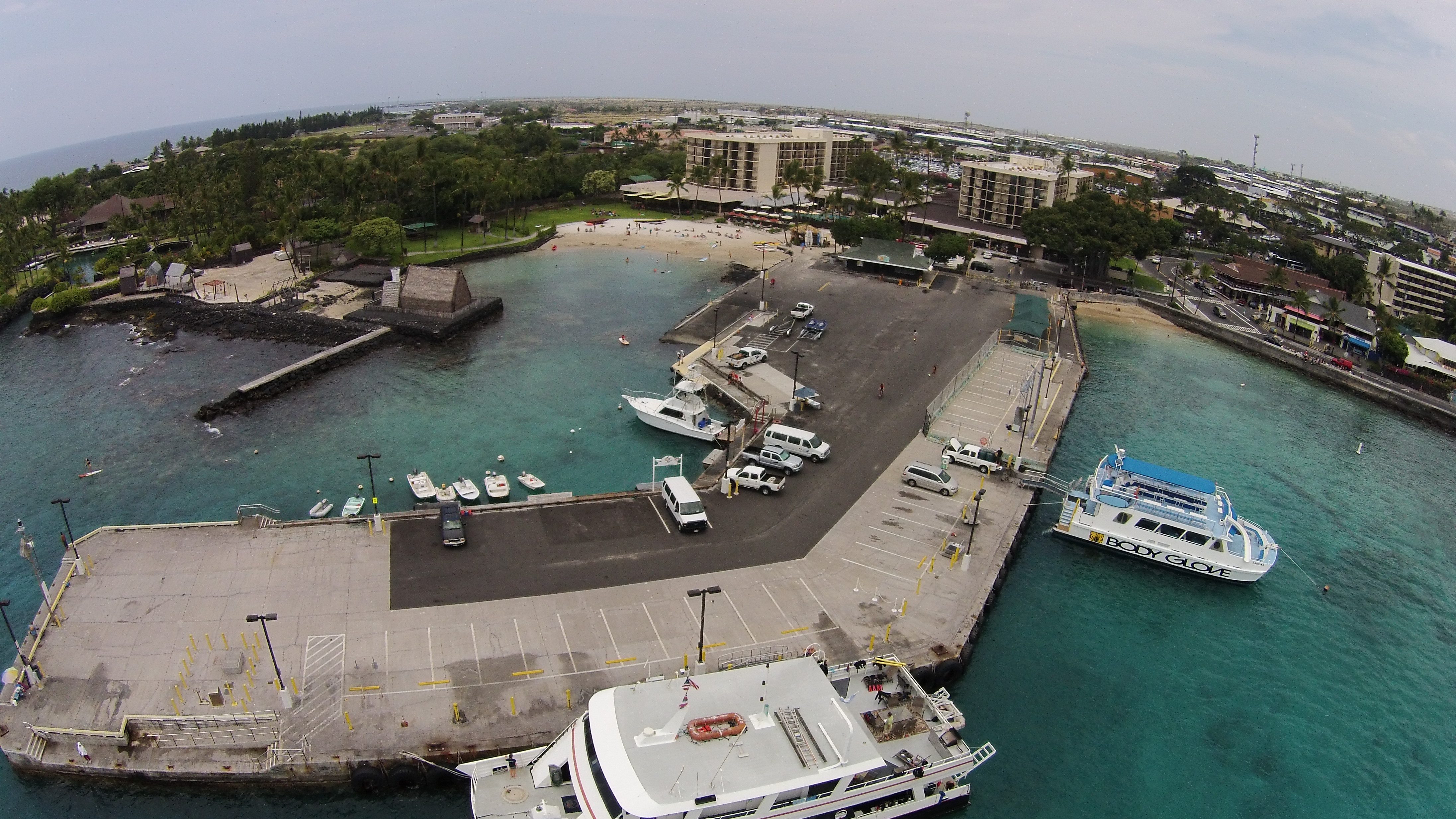
カイルア桟橋上空からキングカメハメハ・コナビーチ・ホテルと（後方）その手前のビーチを望む。中央左手に草ぶき屋根の「カマカホヌ」も見える。（2014年）

キングカメハメハ・コナビーチ・ホテル（英語: King Kamehameha's Kona Beach Hotel）は、米国ハワイ州ハワイ島カイルア・コナにある老舗ホテルで、現在は「コートヤード・バイ・マリオット」ブランドのホテルとなっている。

## 概要
キングカメハメハ・コナビーチ・ホテルは、米国ハワイ州ハワイ島カイルア・コナにあるカイルア桟橋そばに1975年に建てられたホテルで、2011年からマリオット・インターナショナルが中価格帯のビジネス兼リゾート用のホテル・ブランド「コートヤード・バイ・マリオット」として運営されている。
この場所はカメハメハ大王が晩年を過ごした地で、カイルア桟橋のそばにあり、カイルア湾の聖地「カマカホヌ」も目の前にあり、カイルア・コナの目抜き通りであるアリイ通りにも面していて、フリヘエ宮殿、モクアイカウア教会などへ歩いても行ける。ハワイ王朝の首都がラハイナ、ホノルルへと移った後も、この地はカメハメハ一族がリゾートとして利用したので、王族の肖像画や、大型カヌーなどがホテル内に展示されている。
クリスマスあるいは他の機会のパレードは、旧飛行場公園で準備してアリイ通りに出るし、独立祭の花火は近くのカイルア湾で打ち上げられる。
ホテルのボールルーム（Ballroom）は地元あるいは訪問して来る合唱団、音楽家の格好の公演会ホールになっている。バイキング料理が楽しめるレストラン「ホヌ」は、地元民も自前あるいは企業のクリスマス／忘年・新年会に利用し、特にカニ料理は有名。
アイアンマン世界選手権大会のトライアスロン（競泳、自転車競技、マラソン）は、全てこのホテル脇の広場からスタート、フィニッシュする。
このホテルは、アリイ通りに面したロイヤル・コナ・リゾート、ウィンダム・リゾートなど、数々の大中小ホテルと競合する。また、ハワイ島の西海岸に新しく開発された大型ホテル群（南から北へ、コナ地区：ケアウホウのシェラトン、カイルア・コナのキングカメハメハ・コナビーチ・ホテル、カウプレフのフォーシーズンズホテル、コハラ地区：ワイコロアビーチのヒルトンとマリオット、マウナラニ・リゾートのフェアモント・オーキッド・ホテル、ウェスティン・ハプナビーチ・リゾート／ハプナビーチ・プリンス、カウナオア湾に面したマウナケア・ビーチ・ホテル）の一角を占めている。

## 交通
コナ国際空港からはタクシー、レンタカーなどで、クイーン・カアフマヌ・ハイウェイを南下してからパラニロード（Palani Road）へ入り、15分位。ホテルのマウカ（山側）に広い駐車場がある。ホテルからカイルア・コナ近郊へは、桟橋に近いので、そこから出る「ホップオン・ホップオフ」バスが利用できる。ハワイ島内の北方面のワイメアや東海岸のヒロなどへはヘレオン・バスがある。
海上をクルーザーなどで来た場合は、大型船はカイルア桟橋には着岸できないので、テンダーボートに乗って上陸したら、ホテルはすぐ目の前である。

## 参照項目
- グランド・ナニロア・ホテル - ハワイ島東海岸のヒロの老舗ホテル